# Austria Campus

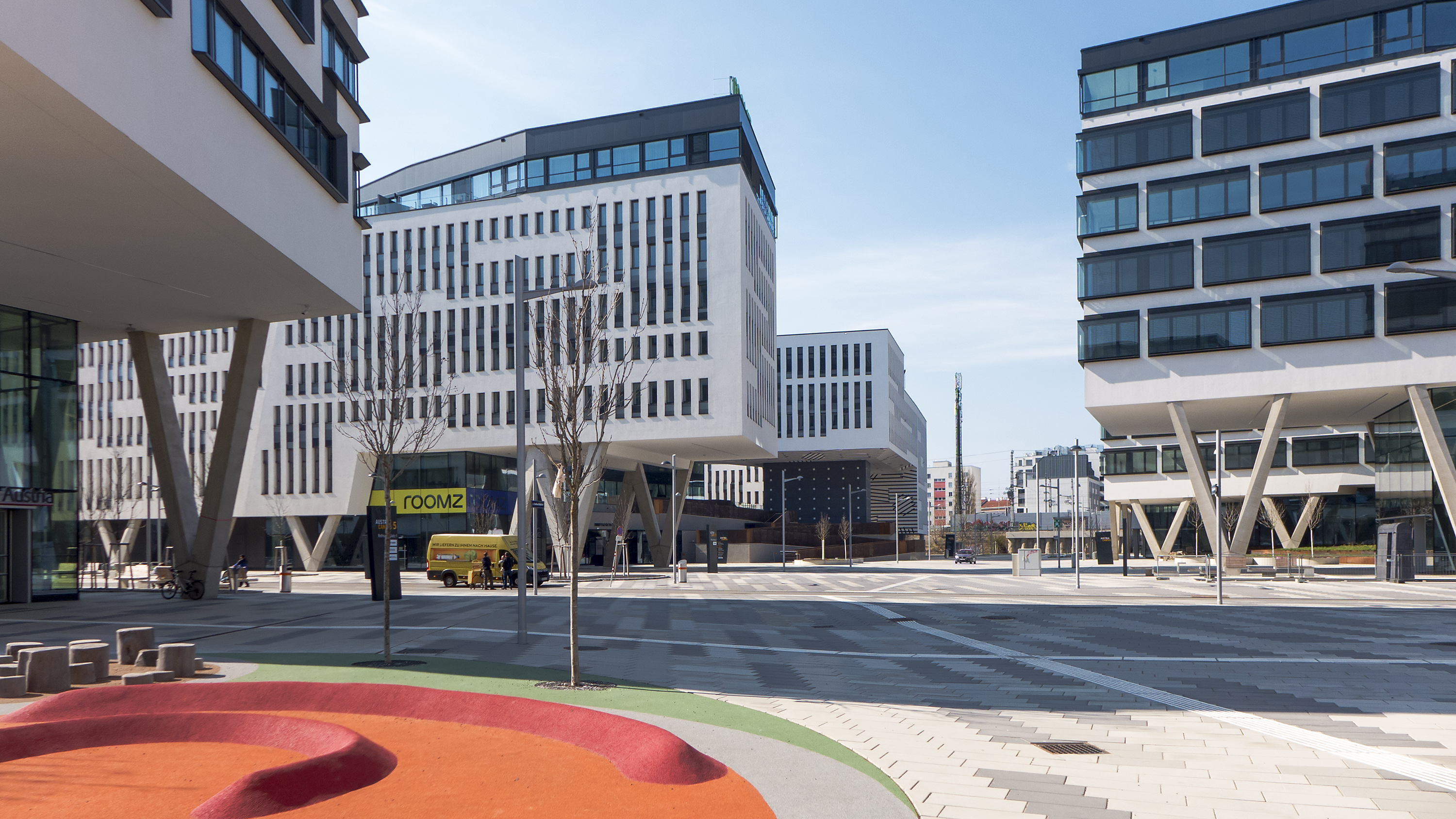
Austria Campus

Der Austria Campus (ursprünglich: Unicredit Bank Austria Campus) ist ein aus sechs Bürokomplexen bestehender Unternehmensstandort im zweiten Wiener Gemeindebezirk, der Leopoldstadt. Der Campus hat eine Bruttogeschoßfläche von 200.000 m² und ist ein wesentlicher Teil des Stadtentwicklungsgebiets Nordbahnviertel.

## Geschichte
2011 erwarb die Unicredit Bank Austria fünf Baufelder im Süden des Stadtentwicklungsgebiet Nordbahnhof von den Österreichischen Bundesbahnen. Die auf zwölf Unternehmensstandorte verteilte Belegschaft der Konzerngesellschaften der Bank (etwa in der Schottengasse und am Julius-Tandler-Platz) sollte dort in zwei Gebäuden zusammengeführt werden. Die vier weiteren Bürokomplexe sollten Investoren und Nutzern zur Verfügung gestellt werden. 2011 wurde ein städtebaulicher Wettbewerb mit 13 geladenen Teilnehmern zur Gestaltung des Areals ausgelobt. 2012 entschied der Entwurf des Architekturstudios um Boris Podrecca den Wettbewerb für sich.
Im Sommer 2014 übernahm ein Konsortium aus der Signa Holding rund um René Benko und dem Investor Ronny Pecik den gesamten Standort von der Unicredit Bank Austria. Zwei Monate später stieg Pecik aus, die Signa war somit ab November 2014 Alleineigentümer. Zu diesem Zeitpunkt wurde das Projekt in Austria Campus umbenannt.
Im Dezember 2014 erfolgte der Spatenstich. Bereits im März 2016 wurde berichtet, dass die Signa das Projekt an einen deutschen Immobilienfonds abstoßen werde. Im Oktober 2017 wurden drei Bauteile des Austria Campus im Zuge eines „Forward Deals“ (Grundstücksverkauf mit der Verpflichtung des Verkäufers zur Errichtung eines Gebäudes) an die internationale Investorengruppe PGIM Real Estate verkauft. Mit einem Volumen von über 500 Millionen Euro war es die größte Immobilientransaktion des Jahres 2017 in Österreich.
Die Entwicklung blieb nicht ohne Kritik. Kritisch bewertet wurde etwa, dass die Bank Austria die beiden selbst genutzten Gebäude nicht auch in Eigenregie entwickelte. Als eigener Hauptmieter hätte sie damit von der Wertsteigerung des Projektes selbst profitiert. Weiters musste das gesamte Projekt aufgrund des „Verscherblungs-Domino“ trotz finanzkräftiger Investoren „grenzwertig billig kalkuliert“ umgesetzt werden, was auch für Kritik vom ausführenden Architekten Podrecca sorgte.
Ende 2017 erwarb die Wirtschaftskammer Wien (WKW) das Campusgebäude 1, um dort Ende 2018 an der Straße der Wiener Wirtschaft ihre neue Zentrale zu beziehen. Alle zehn Standorte alten Standorte der Kammer, vor allem das traditionsreiche Haupthaus am Stubenring, wurden sukzessive aufgelassen. Die Übersiedlung fand bis April 2019 statt.
Am 13. September 2018 wurde die Zentrale der Unicredit Bank Austria am Rothschildplatz 1 auf rund 60.000 m² Bürofläche eingeweiht. Über 5000 Mitarbeiter mehrerer Konzerngesellschaften, die zuvor an zwölf Standorten arbeiteten, wurden in der neuen Konzernzentrale zusammengeführt.

## Architektur
Architektonische Grundlage für die Errichtung des Austria Campus bildeten zwei städtebauliche Wettbewerbe. Den Wettbewerb von 2011 für das Gesamtprojekt konnten die Pläne des Architekturbüros Boris Podrecca für sich entscheiden. Für das Kopfbauwerk Richtung Praterstern wurde ein gesonderter Realisierungswettbewerb ausgeschrieben. Er konnte 2013 von Soyka / Silber / Soyka Architekten für sich entscheiden werden.
Durch das Campusareal verlaufen zwei prägnante Straßensichtachsen. Richtung Norden wird der Blick über die Bruno-Marek-Allee auf den Millennium Tower gelenkt. Im Nordosten über der Walcher Straße ist der DC-Tower in der Donaustadt zu sehen. Viele Gebäude wurden auf V-förmigen Pfeilern errichtet, die „hypothetische Plätze“ bilden und einen durchlässigen, aber strukturierten öffentlichen Raum bilden sollen.

## Infrastruktur
Auf dem Areal befindet sich neben den Unternehmenssitzen ein Business-Hotel mit angeschlossenem Konferenzzentrum, ein 3000 m² großer Kindergarten sowie ein Diskontsupermarkt. Im Campusgebäude 6 befindet sich auf 10.000 m² Fläche ein Kantinenbetrieb mit 1800 Sitzplätzen. Weitere Gastronomieanbieter finden sich in der Erdgeschoßzone. Im Campusgebäude 3 befindet sich ein Ärzte- und Gesundheitszentrum.

## Geothermie
Der Austria Campus verwendet ein Geothermie-Heiz- und Kühlsystem, das mit einem Leitungsnetz von rund 250.000 Laufmetern ausgestattet ist. Das System zählt zu den größten Geothermieanlagen Europas. Es erreicht eine Gesamtheizleistung von etwa 3000 kW pro Jahr. Die Geothermieanlage wird sowohl zur Beheizung, als auch zur Kühlung der Bürogebäude genutzt.

## Lage, öffentliche Verkehrsanbindung
Das Areal liegt im Süden des Stadtentwicklungsgebiets Nordbahnviertel im zweiten Wiener Gemeindebezirk Leopoldstadt. Es ist über den Verkehrsknotenpunkt Praterstern (Bahn, S-Bahn, U-Bahn, Straßenbahn) und die U-Bahn-Station Vorgartenstraße der Linie U1 an den hochrangigen öffentlichen Nahverkehr angebunden. Weiters ist es mit der Straßenbahnlinie O und der Buslinie 82A erreichbar.

## Galerie

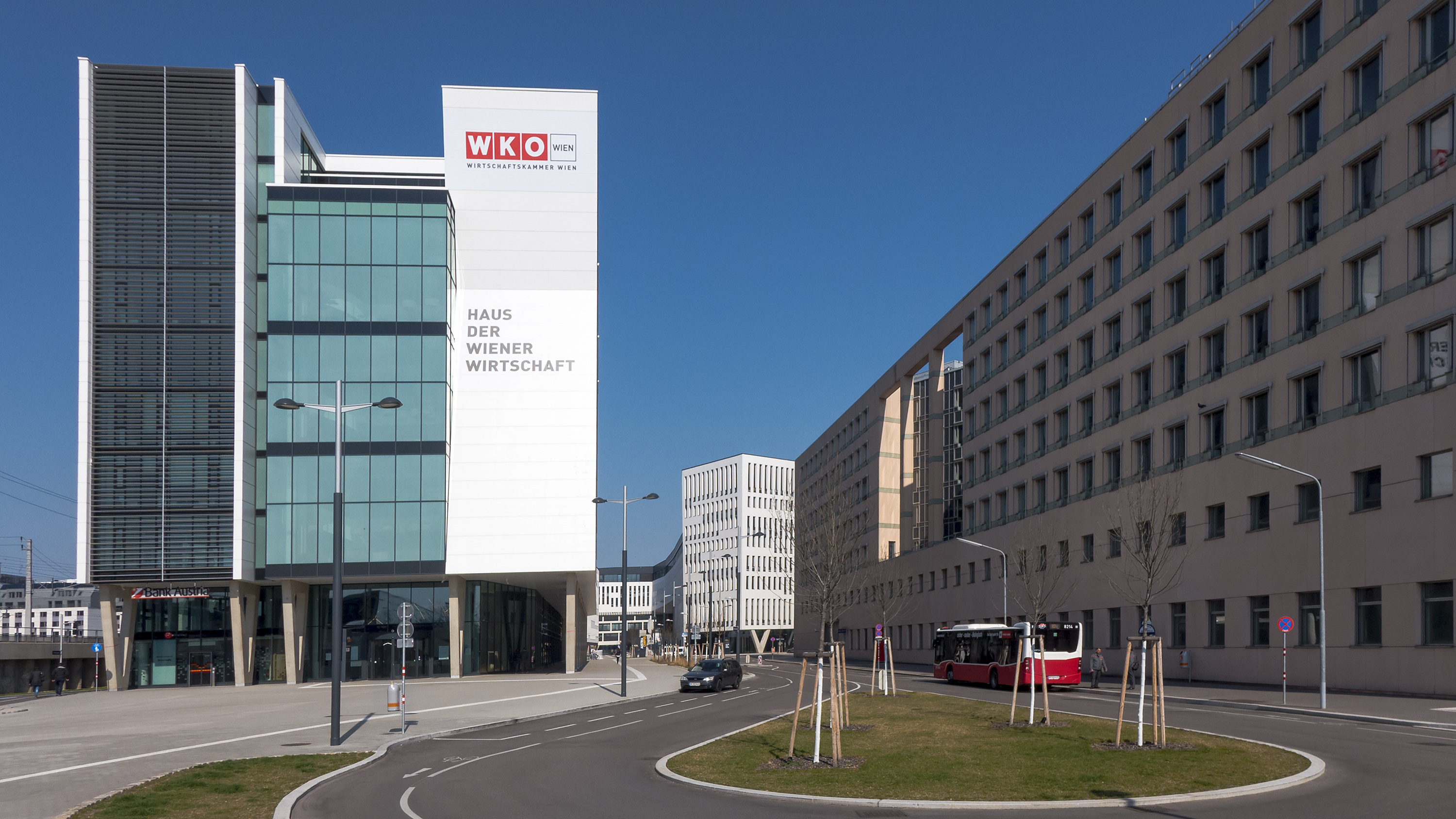
Haus der Wiener Wirtschaft
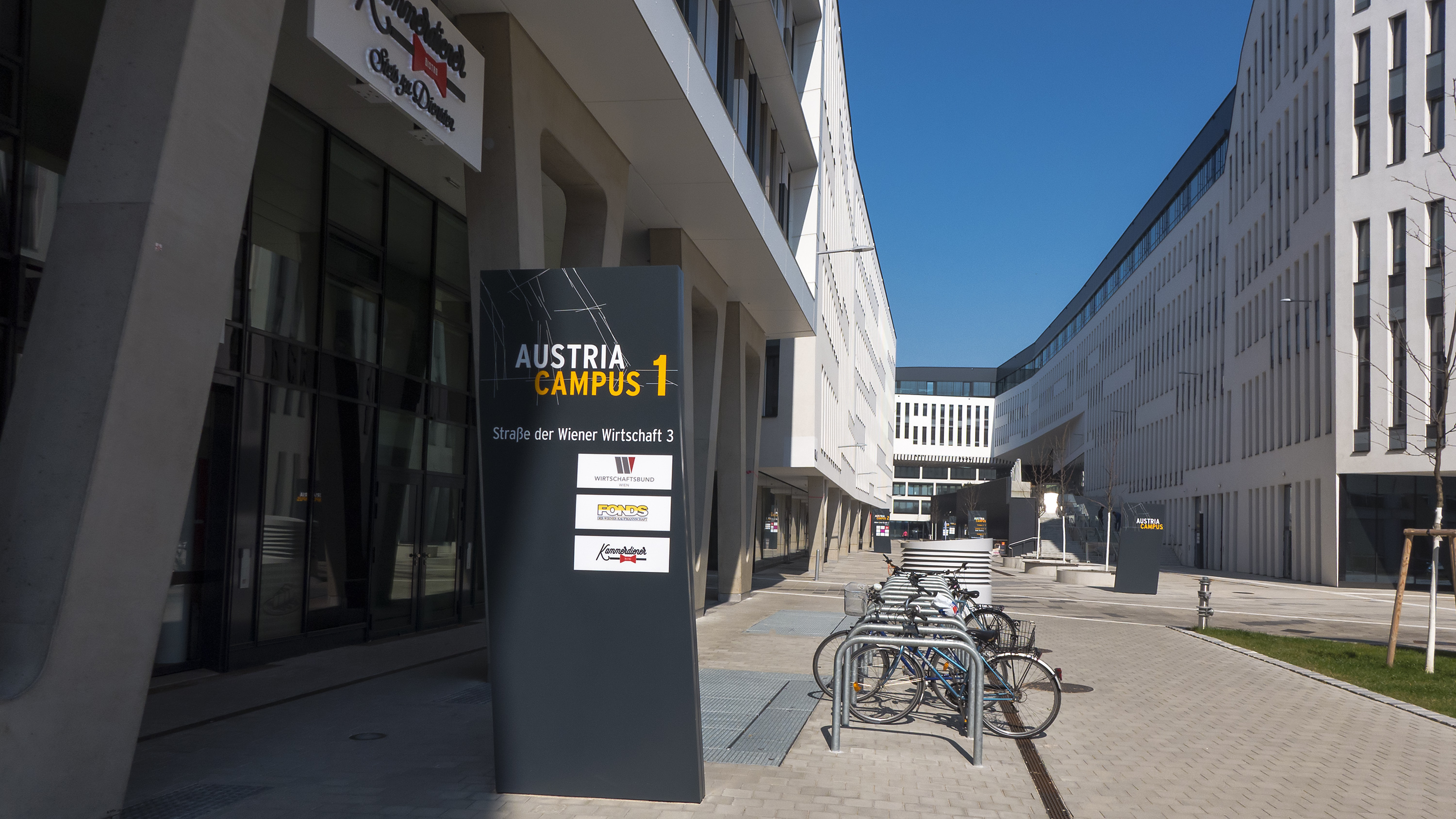
Campus 1
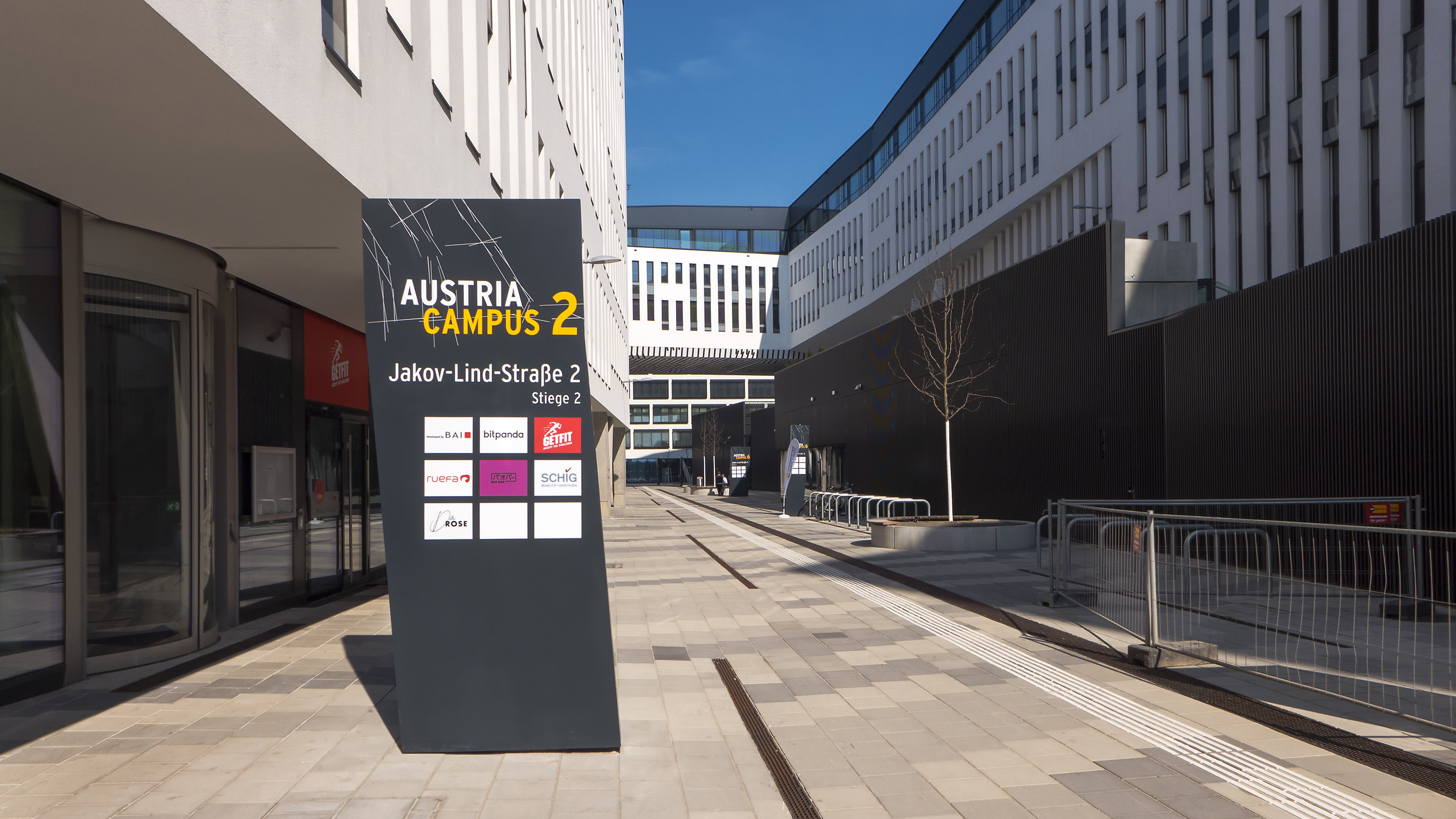
Campus 2
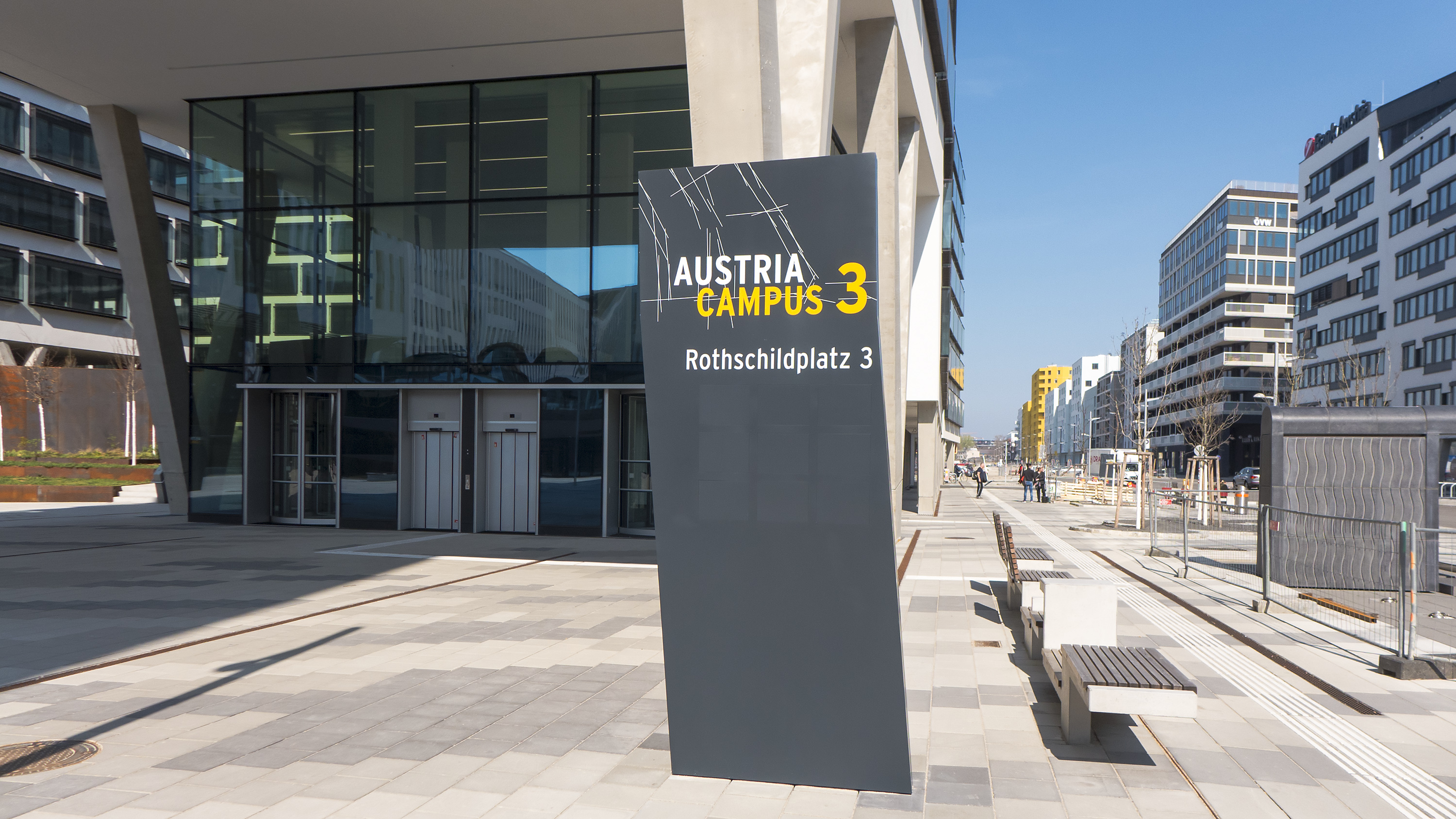
Campus 3
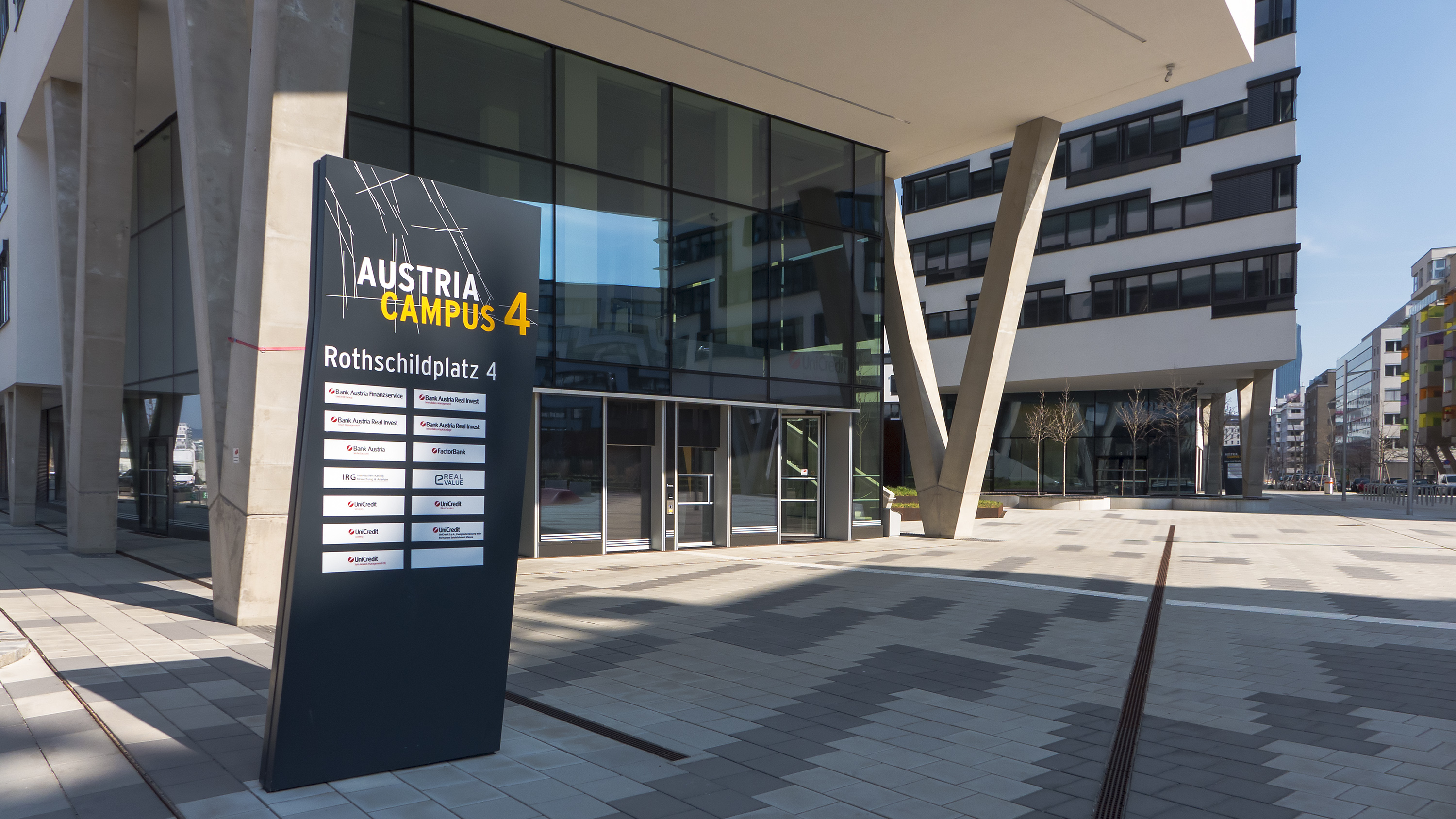
Campus 4
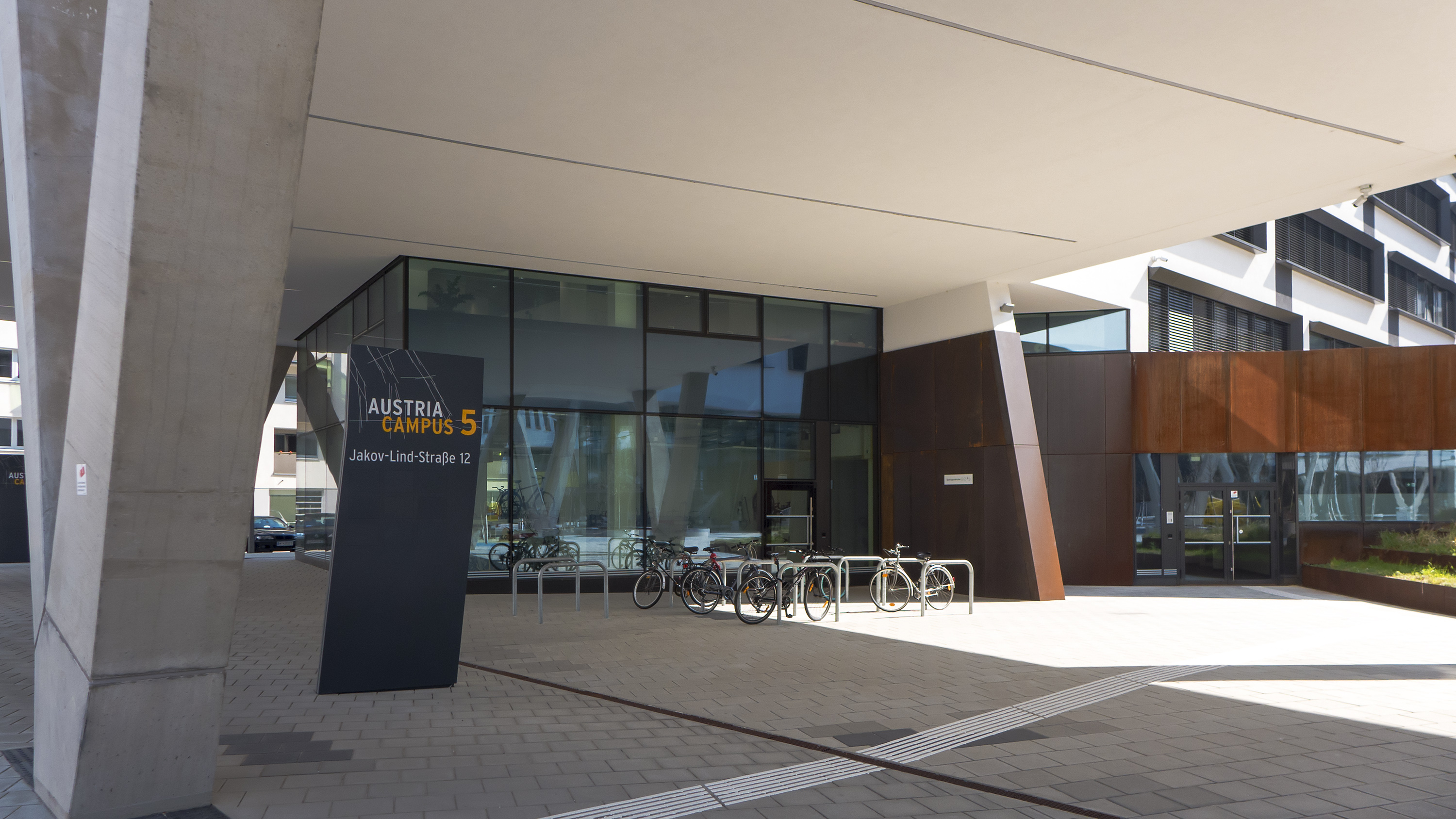
Campus 5
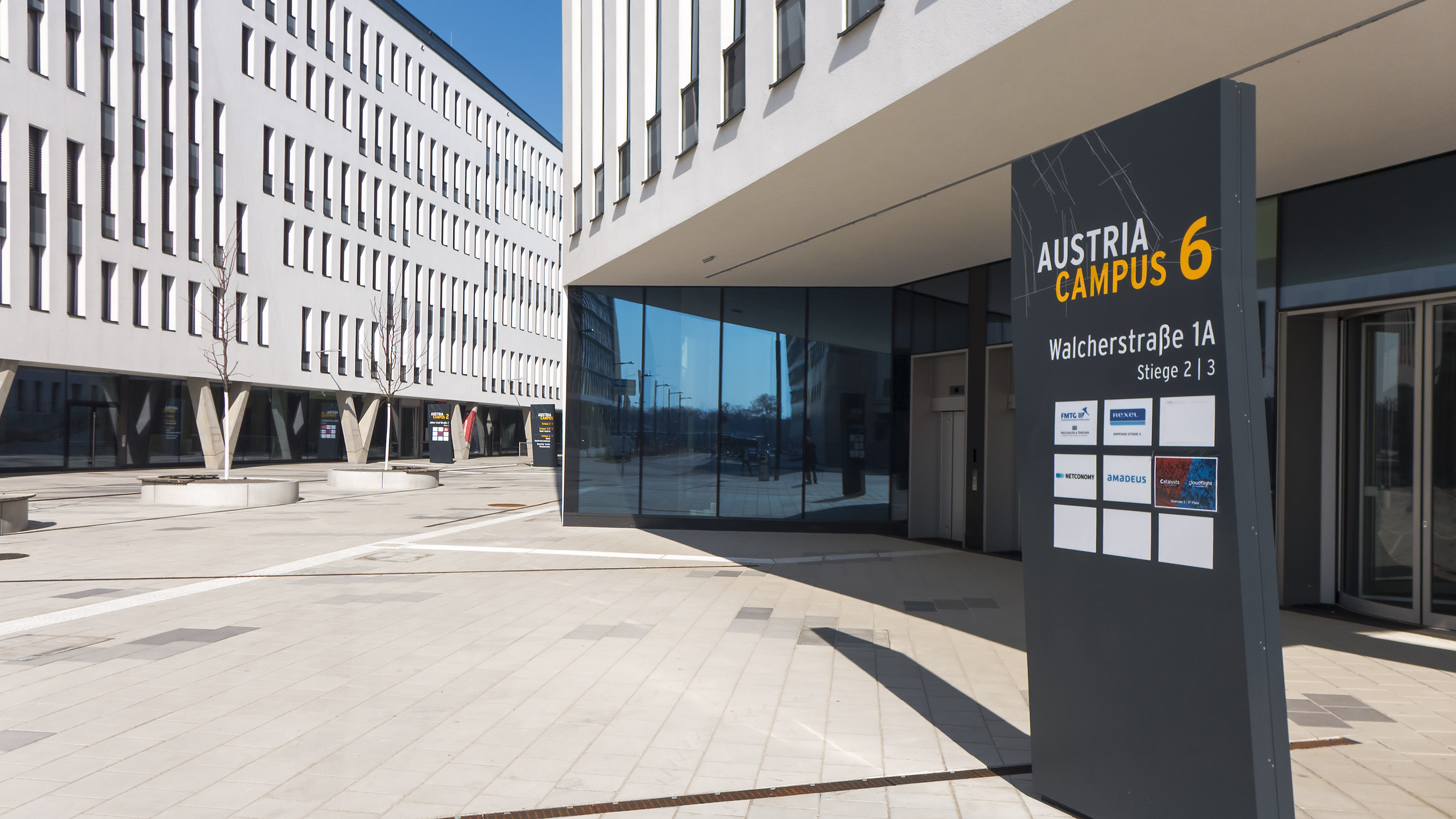
Campus 6